# Oriensarctos watasei
Oriensarctos watasei — викопний вид ластоногих ссавців родини моржевих (Odobenidae). Існував у ранньому плейстоцені (2,5—0,78 млн років тому) вздовж тихоокеанського узбережжя Східної Азії. Скам'янілі рештки виду знайдені у місцевості Мегакура у префектурі Тіба на сході Японії.